# 三巨駅
三巨駅（サムゴえき、朝鮮語: 삼거역）は、朝鮮民主主義人民共和国咸鏡南道栄光郡にある駅で、長津線に属する。 

## 隣の駅
長津線
下岐川駅 - 三巨駅 - 堡庄駅